# Biessum
Biessum – wieś w Holandii, w prowincji Groningen, w gminie Delfzijl.